# Franz Leopold Schmelzer
Franz Leopold Schmelzer (né le 22 juillet 1965) est un réalisateur autrichien de cinéma et de télévision.

## Biographie
De 1980 à 1985, Schmelzer est étudiant à l'école locale HTBLVA à Graz, puis il commence à étudier à la Vienna Film Academy en 1986 et termine ses études en 1996 avec un diplôme de réalisateur de Peter Patzak. Il effectue des voyages d'études en Israël, en Turquie, en France, dans les Balkans et dans la péninsule ibérique où il acquiert une expérience de tournage. Il élargit ses connaissances grâce à des visites en Russie, aux États-Unis et en Grande-Bretagne. En 1997, il reçoit une bourse d'études supérieures en Autriche et suit des cours à l'Université de Californie (UCLA) Formation professionnelle en études et divertissements en cinéma et télévision et en musique, et en 2003, il suit des cours à la Documentary Campus Master School et participe à History-Producers au Congrès à Paris.
Schmelzer a également été membre du jury du prix du film et de la vidéo de la province de Styrie de 1997 à 2000, et chargé de cours à l'université des sciences appliquées pour les métiers de l'information à Eisenstadt de 1999 à 2007. Il est, de 2001 à 2008, membre du conseil d'administration de l'ADA (Association des réalisateurs autrichiens), et de 2003 à 2007 membre de Assemblée générale de la Diagonale et depuis 2003 professeur à l'Université du Danube de Krems, le centre d'études autrichien pour la production télévisuelle et cinématographique.
En 2015, Schmelzer a été nommé à l'International Emmy Award pour son documentaire Africa's Wild West.
Le documentaire de la ZDF Terra-X The Bronze Cartel qu'il réalise a été présenté à la National Gallery of Art de Washington.
En 2016, la coproduction internationale Maximilian von Mexiko – Der Traum vom Herrschen est devenue le partenaire mexicain "SPR"   " Prêmios-TAL 2016" présenté en Uruguay et nommé parmi les 4 meilleurs documentaires de l'année.

## Films

### Documentaires
- 1984 : Kaspar auf den Tisch
- 1987 : Dem Vogel ist egal, wo sein Käfig hängt
- 1991 : Die vergessene Minderheit
- 1992 : Die Engerln am Strick
- 1994 : Blutige Erde – Isonzo, Sloweniens vergessenes Tal
- 1994 : Eine zerbrochene Zeit
- 1995 : Grenzgänger
- 1996 : Stajerska, die andere Steiermark
- 1997 : Universum – Viecher sind auch nur Menschen. Das Beste von Antal Festetics aus 25 Jahren „Wildtiere und Wir
- 1999 : Hundstage
- 2000 : Wüstenväter
- 2000 : Eremit en – Einsiedeln
- 2000 : Die Herren der Unterwelt
- 2001 : Das Geheimnis des Fisches
- 2004 : Tatsachen – Wer war der letzte Gast
- 2004 : Tatsachen – Der liebe Nachbar
- 2004 : Die Heilige Lanze – Der Schicksalsspeer der Mächtigen
- 2005 : Tatsachen – Phantom der Oper
- 2005 : Tatsachen – Katzenmama von Simmering
- 2005 : Tatsachen – Die Tote ohne Gesicht
- 2005 : Was Sie schon immer über die EU wissen wollten
- 2006 : Top Secret – Spione, Helden und Verräter
- 2006 : Top Secret – Wirtschaft im Spionagenetz
- 2006 : Bruder Manager – Was Chefs von Mönchen lernen können
- 2007 : Das Bronze-Kartell – Wirtschaftsboom im Mittelmeer
- 2008 : Balkan Express
- 2008 : Terra X – Expedition ins Unbekannte – Das Bronzekartell – Wirtschaftsboom am Mittelmeer
- 2008 : Terra X – Expedition ins Unbekannte – Jagd nach dem goldenen Vlies – Aufbruch nach Georgien
- 2009 : Minarette – eine österreichische Erregung
- 2012 : Eingeschenkt – Mittel- und Südburgenland – Wege zur Weltklasse
- 2012 : Eingeschenkt – Bergland Österreich – Wein zwischen Alpen und Almen
- 2012 : Eingeschenkt – Südost- und Weststeiermark – Kaltes Feuer, wilder Wein
- 2012 : Eingeschenkt – Südsteiermark – Der Sonne entgegen
- 2013 : Menschen, Mythen und Legenden: Die Mumien des Abendlandes
- 2014 : Maximilian von Mexiko – Der Traum vom Herrschen
- 2014 : Universum : Afrikas wilder Westen

## Prix
- 2015 : Award best casting, Pantalla de Cristal, Mexiko[3].
- 2015 : Silver Dolphin, Cannes Corporate Media & TV Awards, Frankreich[4].
- 2015 : Highly Commended Diploma, Matsalu Nature Film Festival, Estland.
- 2015 : Gold Award, Deauville[5]
- 2015 : Gold World Medal, New York Festivals® International Television & Film Awards.
- 2016 : Certificate of Creative Excellence, US International Film & Video Festival, USA.
- 2016 : Nomination / best documentary, Prêmios-TAL / Award of public television stations of Latin America, DocMontevideo Filmfestival, Uruguay.